# Slovenien ved sommer-OL 2024
Slovenien deltog i sommer-OL 2024 i Paris, Frankrig i perioden 26. juli til 11. august 2024.

## Medaljer
| 2024 Paris | Guld | Sølv | Bronze | Total |
| Slovenien  | 2    | 1    | 0      | 3     |

### Medaljevinderne
| Slovenien under sommer-OL 2024 i Paris | Slovenien under sommer-OL 2024 i Paris | Slovenien under sommer-OL 2024 i Paris | Slovenien under sommer-OL 2024 i Paris | Slovenien under sommer-OL 2024 i Paris |
| Medalje                                | Navn                                   | Sport                                  | Event                                  | Dato                                   |
| -------------------------------------- | -------------------------------------- | -------------------------------------- | -------------------------------------- | -------------------------------------- |
| Guld                                   | Andreja Leški                          | Judo                                   | Kvindernes 63 kg                       | 30. juli                               |
| Guld                                   | Janja Garnbret                         | Sportsklatring                         | Damernes kombineret                    | 10. august                             |
| Sølv                                   | Toni Vodišek                           | Sejlsport                              | Mændenes Formula Kite                  | 9. august                              |